# RAN Sevens
RAN Sevens – oficjalny międzynarodowy turniej rugby 7 o zasięgu kontynentalnym, organizowany przez Rugby Americas North cyklicznie od 2004 roku mający na celu wyłonienie najlepszej męskiej reprezentacji narodowej w strefie RAN. W imprezie mogą brać udział wyłącznie reprezentacje państw, których krajowe związki rugby są oficjalnymi członkami RAN.

## Zwycięzcy
| Edycja    | Miejsce         | Zwycięzca          | Źródło |
| --------- | --------------- | ------------------ | ------ |
| 2004      | George Town     | Stany Zjednoczone  |        |
| 2005      | Bridgetown      | Jamajka            |        |
| 2006      | Bridgetown      | Gujana             |        |
| 2007      | Nassau          | Gujana             |        |
| 2008      | Nassau          | Stany Zjednoczone  |        |
| 2009      | Meksyk          | Gujana             |        |
| 2010      | Georgetown      | Gujana             |        |
| 2011      | Bridgetown      | Gujana             |        |
| 2012      | Ottawa          | Kanada             |        |
| 2013      | George Town     | Canada Development |        |
| 2014      | Meksyk          | Gujana             |        |
| 2015      | Cary            | Stany Zjednoczone  |        |
| 2016      | Port-of-Spain   | Kanada             |        |
| 2017      | Meksyk          | Jamajka            |        |
| 2018      | Saint Michael   | Jamajka            |        |
| 2019      | George Town     | Kanada             |        |
| 2020      | zawody odwołane | zawody odwołane    |        |
| 2021      | Providenciales  | Jamajka            |        |
| 2022 (IV) | Nassau          | Kanada             |        |
| 2022 (XI) | Meksyk          | Jamajka            |        |
| 2023      | Langford        | Stany Zjednoczone  |        |
| 2024      | Arima           | Kanada             |        |